# Konventionstaler

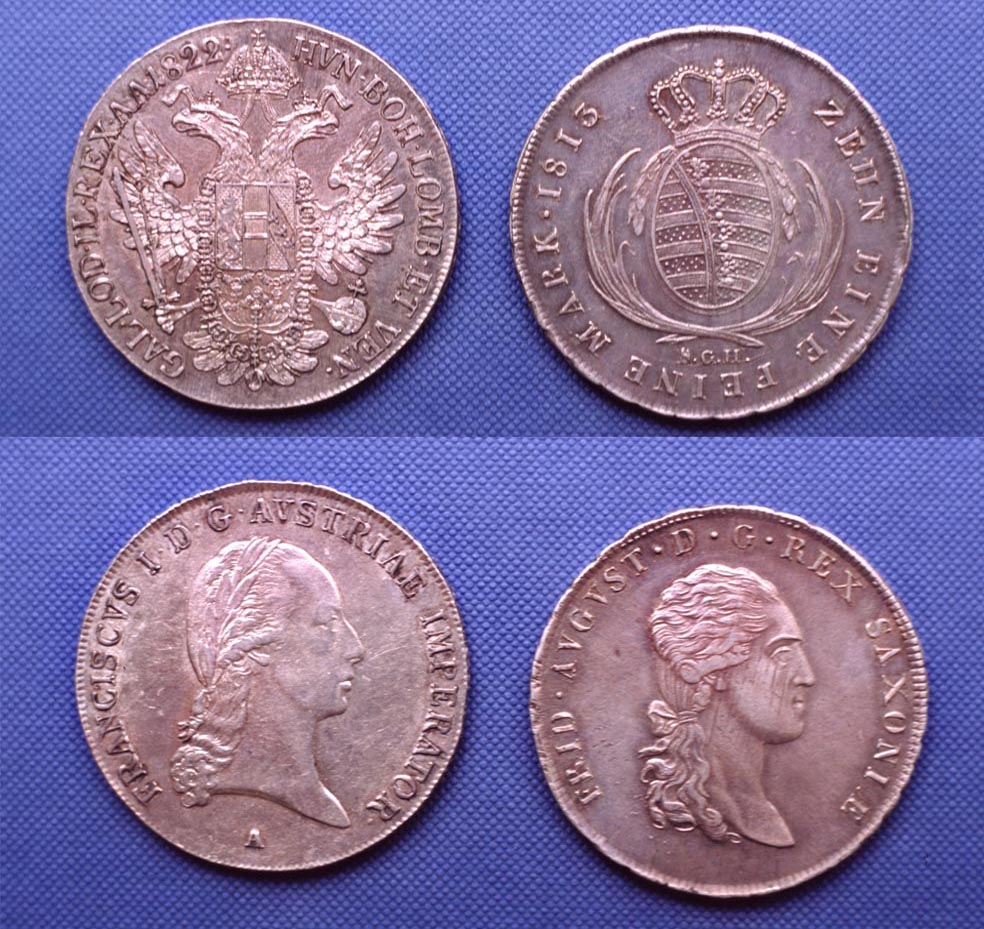
Konventionstaler Franz I. von Österreich 1822 und Friedrich August von Sachsen 1813

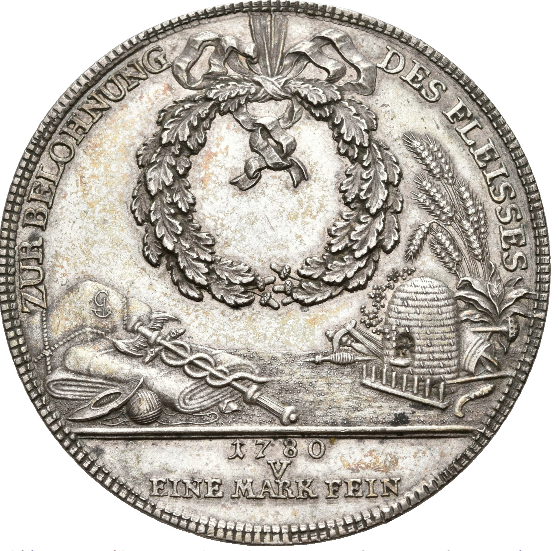
Prämiendoppeltaler, Konventionsdoppeltaler, Kurfürst Friedrich Augusts III. von Sachsen von 1780, V / EINE MARK FEIN.

Der Konventionstaler, Conventionstaler, Schreibweise bis 1901 -thaler, war die Talermünze vieler Münzstände des Heiligen Römischen Reiches nach dem 20-Gulden-Fuß, der nach der Münzkonvention von 1753 mit Bayern als solcher bezeichnet wurde. 

## Geschichte
Der Konventionstaler wurde als Quasi-Nachfolger des Reichstalers am 7. November 1750 in den österreichischen Ländern eingeführt. Durch den Konventionsfuß vom 20. September 1753 fand er im Kurfürstentum Bayern Anwendung. 1761 wurde er auch im bayerischen Reichskreis eingeführt. Nach und nach breitete er sich in Süddeutschland und Sachsen aus. Er wurde schließlich in großen Teilen des Reichsgebiets übernommen, mit Ausnahme Preußens, wo nach dem Graumannschen Münzfuß geprägt wurde, sowie dem Münzkreis der Hansestädte (Bremen, Hamburg, Lübeck), in Schleswig-Holstein und Teilen Mecklenburgs. 
Bekanntester Konventionstaler war der Maria-Theresien-Taler, der auch in anderen europäischen und außereuropäischen Territorien als Handelsmünze und Zahlungsmittel diente und bis weit ins 20. Jahrhundert  anerkanntes Zahlungsmittel in Teilen Afrikas und Asiens bis in den indischen Raum war.
In Sachsen wurden 1838 auch die letzten Konventionstaler außerhalb Österreichs geprägt. In Österreich dauerte ihre Prägung noch bis 1856 an (Wiener Münzvertrag 1857).

## Wert
Der Konventionstaler  wurde zu 10 Stück aus der 833⅓⁄1000 feinen Mark (= Kölner Mark zu ≈233 g Silber) ausgebracht. Aus diesem Grund steht auf vielen Konventionstalern die Formel der Art „X EINE FEINE MARK“. Sein Feingewicht beträgt somit 23,385 Gramm Silber nach dem Kölner Mark-Gewichtnormal. Er entsprach damit ursprünglich genau zwei Gulden, womit Konventionstaler und Doppelgulden ein und dieselbe Münze sein konnten. Folglich wurde der halbe Konventionstaler als Gulden bezeichnet. Diese Parität bestand allerdings nicht zum geringerwertigen süddeutschen Kleingeld, hier lag sie bei zwei Gulden und 12 Kreuzern. Der Guldenfuß wurde daher 1760 angepasst.
Der Konventionstaler war 32 Groschen wert, im Gegensatz zum Reichstaler, der zu 24 Groschen gerechnet wurde. Er war somit ein 4⁄3-(Zähl-)Reichstaler.
Umgerechnet in den theoretischen (Zähl-)Reichstaler des Heiligen Römischen Reiches entsprach der Konventionstaler einem 13⅓-Talerfuß in Bezug auf die kölnische Mark. Der preußische, real ab 1750 nach dem Graumannschen Münzfuß ausgeprägte „neue“ Reichstaler entsprach einem von Johann Philipp Graumann entwickelten 14-Talerfuß. Dieser war also leichter und somit weniger wert. Der „neue“ Reichstaler verdrängte den Konventionstaler mit dem Dresdner Münzvertrag von 1838, dem zufolge in den Ländern des deutschen Zollvereins 2 Taler im 14-Talerfuß gleich 3½ Gulden im 24½-Guldenfuß galten.
Beispiel für die Unterteilung des Konventionstalers in Sachsen um 1770
- 004⁄3 Taler (Konventionstaler) 10 eine feine Mark Silber-Kurantmünze
- 00⅔ Taler (Konventionsgulden) 20 eine feine Mark Silber-Kurantmünze
- 00⅓ Taler (8 Groschen) 40 eine feine Mark Silber-Kurantmünze
- 00⅙ Taler (4 Groschen) 80 eine feine Mark Silber-Kurantmünze
- 01⁄12 Taler (2 Groschen) 160 eine feine Mark Silber-Kurantmünze
- 01⁄24 Taler (1 Groschen) 320 eine feine Mark Silber-Kurantmünze
- 01⁄48 Taler (6 Pfennig) Billon-Scheidemünze
- 1⁄240 Taler (1 Pfennig) Kupfer-Scheidemünze
- 1⁄480 Taler (1 Heller) Kupfer-Scheidemünze

Siehe auch: Der meißnische Gulden während der Geltungsdauer des Konventionsfußes